# Daniela Meuli
Daniela Meuli (* 6. November 1981 in Davos) ist eine ehemalige Schweizer Profisnowboarderin.
Meuli fuhr ihr erstes Weltcuprennen  im Januar 2001 in Kreischberg, welches sie auf den siebten Platz im Parallelslalom beendete. Bei der Juniorenweltmeisterschaft 2001 gewann sie Gold im Parallelslalom. Ihren ersten Weltcupsieg von insgesamt 22 holte sie im Januar 2002 in Arosa. Bei den Olympischen Winterspielen 2002 in Salt Lake City belegte sie den 20. Platz im Parallel-Riesenslalom. Bei der Snowboard-Weltmeisterschaft 2003 in Kreischberg errang sie den 22. Platz im Parallelslalom und den zehnten Rang im Parallel-Riesenslalom. In der Saison 2003/04 erreichte sie im Weltcup nach einem schwächeren ersten Rennen mit dem 16. Platz insgesamt 16 Podestplatzierungen davon acht Weltcupsiege. Auch in der nachfolgenden Saison konnte sie ihre starken Leistungen wiederholen. Nach einem neunten Rang im ersten Rennen gewann sie in der Saison erneut acht Weltcuprennen. Bei der Snowboard-Weltmeisterschaft 2005 in Whistler errang sie im Parallel-Riesenslalom den fünften Platz und holte tagsdarauf die Goldmedaille im Parallelslalom. Im März 2005 wurde sie Schweizer Meisterin im Parallel-Riesenslalom. In ihrer letzten Saison 2005/06 erreichte sie bei allen Weltcuprennen Podestplatzierungen. Sie gewann die Weltcupwertung und die Parallelwertung zum dritten Mal in Folge. Bei den Olympischen Winterspielen 2006 gewann sie im Parallel-Riesenslalom, der in Bardonecchia ausgetragen wurde, die Goldmedaille. Sie gab am 8. August 2006 ihren Rücktritt bekannt.
Daniela Meuli hat 2006 ihr Studium an der ETH in Zürich als eidgenössische Turnlehrerin abgeschlossen und wohnt nun wieder in Davos. Seit März 2007 ist sie Trainerin des Schweizer Frauen-Mountainbike-Teams, gibt Sportunterricht an der Mittelschule und betreut den Stützpunkt Nachwuchs in Davos. Meuli ist Athletenbotschafterin der Entwicklungshilfeorganisation Right to Play.